# Славяновка (Павлодарская область)
Славяновка (каз. Славяновка) — село в Железинском районе Павлодарской области Казахстана. Входит в состав Веселорощинского сельского округа. Код КАТО — 554241400.

## Население
В 1999 году население села составляло 227 человек (118 мужчин и 109 женщин). По данным переписи 2009 года, в селе проживало 119 человек (63 мужчины и 56 женщин).